# جنگ سرد (فیلم ۲۰۱۸)
جنگ سرد (به لهستانی: "Zimna wojna ") نام یک فیلم درام لهستانی به کارگردانی پاوئو پاولیکوفسکی محصول ۲۰۱۸ است. این فیلم برای رقابت در کسب نخل طلا هفتاد و یکمین جشنواره فیلم کن انتخاب شد.

## داستان
داستان یک عشق آتشین میان دو نفر با سابقه و خلق و خوی کاملاً متفاوت است که در بحبوحه جنگ سرد در لهستان، برلین، یوگسلاوی و پاریس روایت می‌شود.

## بازیگران
- یوانا کولیگ
- آدام فرنتسی
- ژان بالیبار
- توماش کُت
- آگاتا کولشا
- بوریس شیتس
- سیدریک کان
- آدام وُرونوویچ